# Cult of Chucky
Cult of Chucky (bra O Culto de Chucky) é um filme norte-americano de 2017, dos gêneros terror e suspense, escrito e dirigido por Don Mancini.
Lançado oficialmente em 3 de outubro de 2017, este 7.º filme da franquia Child's Play se passa depois dos acontecimentos de A Maldição de Chucky e é estrelado por Brad Dourif como Chucky, além de Fiona Dourif, Alex Vincent, Jennifer Tilly, Christine Elise e Summer H. Howell, em seus papéis de outros filmes da franquia.
No Brasil, o lançamento se deu em 25 de outubro de 2017, diretamente em DVD.

## Elenco
- Brad Dourif como a voz de Chucky
- Fiona Dourif como Nica Pierce
- Alex Vincent como Andy Barclay
- Summer H. Howell, como Alice
- Jennifer Tilly como Tiffany
- Christine Elise como Kyle
- Grace Lynn Kung como Claire
- Zak Santiago como Carlos
- Michael Therriault como Dr. Foley
- Elisabeth Rosen como Madeline
- Allison Dawn Doiron como Rachel